# SN 1981F
SN 1981F – supernowa typu Ia odkryta 30 maja 1981 roku w galaktyce NGC 4716. W momencie odkrycia miała maksymalną jasność 15,00m.